# إميري هوكينز
إميري هوكينز (بالإنجليزية: Emery Hawkins)‏ هو رسام رسوم متحركة ومخرج أمريكي، ولد في 30 أبريل 1912 في جيروم في الولايات المتحدة، وتوفي في يونيو 1989 في تاوس في الولايات المتحدة بسبب مرض آلزهايمر.

## وصلات خارجية
- إميري هوكينز على موقع IMDb (الإنجليزية)
- إميري هوكينز على موقع ألو سيني (الفرنسية)
- إميري هوكينز على موقع قاعدة بيانات الفيلم (الإنجليزية)